# Randazzo
Randazzo ist eine Stadt und Gemeinde der Metropolitanstadt Catania in der Region Sizilien in Italien mit 10.151 Einwohnern (Stand 31. Dezember 2023).

## Lage und Daten
Randazzo liegt 68 Kilometer nördlich von Catania oberhalb des Valle dell’Alcantara am Nordhang des Ätna und südöstlich der Monti Nebrodi. Die Einwohner arbeiten hauptsächlich in der Landwirtschaft, in der Viehzucht und in der Industrie.
Der Ort hat einen Bahnhof an der Ferrovia Circumetnea. Randazzo liegt an der Kreuzung der Straßen SS 120, SS 116 und SS 284.
Die Ortsteile sind Monte la Guardia, Murazzorotto und Flascio.
Die Nachbargemeinden sind Adrano, Belpasso, Biancavilla, Bronte, Castiglione di Sicilia, Centuripe (EN), Floresta (ME), Maletto, Nicolosi, Regalbuto (EN), Roccella Valdemone (ME), Sant’Alfio, Santa Domenica Vittoria, Tortorici (ME), Troina (EN) und Zafferana Etnea.

## Geschichte
Nach Ansicht des örtlichen Historikers Giuseppe Plumari ed Emmanuele (1770–1851), der sein gesamtes Leben der Erforschung Randazzos Geschichte gewidmet hat, existierten zur Römerzeit im heutigen Stadtgebiet fünf römische Siedlungen namens Triracia, Triocala, Tissa, Demena und Alesa. Sie fielen dem römischen Kriegsgeschehen zum Opfer, doch unter der Herrschaft des Kaisers Augustus wurde an jener Stelle eine neue Siedlung gegründet. Aus dem Namen Triracia (Triracium) ging durch einige phonetische Veränderungen (Rinacium, Ranacium, Randacium) im Laufe der Jahrhunderte der heutige Ortsname hervor.
Der Historiker Michele Amari hingegen ging davon aus, dass Randazzo mittelalterlichen Ursprungs und sein Name byzantinischer Herkunft ist und auf Rendakes oder Randas, einen byzantinischen Herrscher von Taormina im 10. Jahrhundert, zurückgeht, der außerdem aus der byzantinischen Herrscherfamilie gestammt haben soll.
Eine andere, wenig belegte, aber dafür populäre Meinung geht davon aus, dass der Name vom sizilianischen Ausdruck rannazzu („sehr groß“) herrührt.
Zweifelsfrei fest steht jedoch, dass das Gebiet um die heutige Stadt schon in der Antike durch Griechen und später auch durch römische Siedler in kleinen Dörfern besiedelt war. Die Eroberung Siziliens durch die Sarazenen zwang die Bewohner, ihre Dörfer zu verlassen und sich in das heutige Stadtgebiet zurückzuziehen, das damals durch Lavafelsen, sumpfiges Gelände und den Fluss Alcantara umgeben war und somit besseren Schutz bot.
Die Legende erzählt, dass zu jener Zeit im Gebiet des heutigen Quartiers Santa Maria eine kleine Gemeinde von madonnengläubigen Christen gelebt haben soll, die sich auf der Flucht vor den Sarazenen in eine Höhle am Alcantara zurückgezogen haben soll. Als der Verfolgung durch die Sarazenen nicht mehr zu widerstehen war, mauerten sie ihren wichtigsten Besitz, ein Bild der Gottesmutter, in der Höhle ein und entzündeten vor ihrem Abschied ein Licht als Zeichen ihres Glaubens. Nach sehr langer Zeit kam ein Hirte vorbei und entdeckte ein Licht, dass ihm vom Hang des Lavafelsens entgegenleuchtete. Es handelte sich dabei um das vor Jahrhunderten angezündete Licht. Die Bewohner kamen herbei und begannen das Licht zu bewundern und eine kleine, zuerst hölzerne Kirche zu Ehren der Gottesmutter zu bauen, aus der mittlerweile die Basilika der Heiligen Maria geworden ist.
Die Eroberung Siziliens durch die Normannen unter Roger I., der unter anderem Festungen in den Nachbarorten Adrano und Paternò errichten ließ, vertrieb die Sarazenen, und ein weiteres Volk, die Langobarden, gesellte sich unter die Bevölkerung von Randazzo. Das Verständnis unter den Volksgruppen hielt sich aber in Grenzen, und so teilten sie die Stadt untereinander auf, sprachen weiter ihre eigene Sprache und zogen sich in ihre Stadtviertel zurück.
In den folgenden Jahrhunderten wechselnder Herrschaftsverhältnisse spielt Randazzo keine wesentliche Rolle. Unter den Staufern jedoch trat Randazzo in seine Blütezeit ein. 1210 flüchteten der sizilianische König Friedrich II. und seine Frau Konstanze höchstpersönlich vor der in Palermo ausgebrochenen Pest nach Randazzo. Es sollte sich herausstellen, dass Friedrich sich in der Stadt derart aufgehoben fühlte, dass er beschloss, seinen sizilianischen Sitz samt Hofstaat hierher zu verlegen. Dazu erneuerte er unter anderem die Stadtmauer und ließ mehrere prunkvolle Herrschaftshäuser errichten. Nach dem Tode Friedrichs II. im Jahre 1250 forderte sein Sohn Manfred die sizilianische Krone ein, doch die Sizilianer strebten nach einem Landsmann als Nachfolger. In seiner Herrschsucht überrannte Manfred mit seinem Heer mehrere sizilianische Städte, darunter auch Randazzo, an dem ihm persönlich nicht viel lag, und ließ sich dort als König ausrufen.
Nach dem Tode Manfreds folgte die für Randazzo schwere Herrschaft von Anjou, die durch Auseinandersetzungen und Verfolgungen geprägt war. Erst nach der Sizilianischen Vesper 1282 sollte Randazzo zu neuem Glanz aufsteigen. Der Nachfolger Karls von Anjou, Peter III. von Aragón, der als Peter I. von Sizilien die Regentschaft übernahm, erneuerte die Stadtmauer und übernahm Randazzo wieder als seinen Sitz und den seiner Truppen.

## Sehenswürdigkeiten

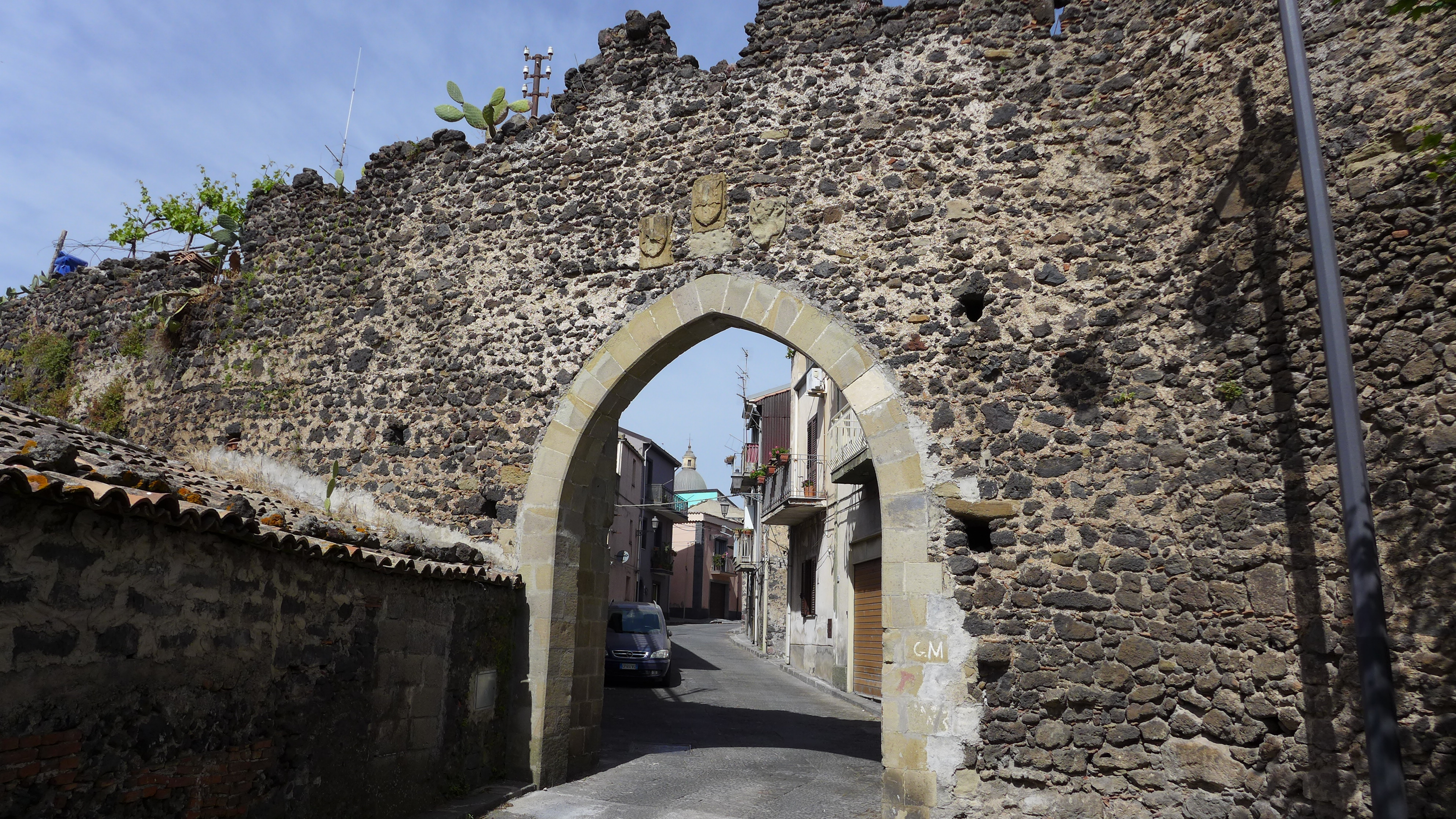
Porta Aragonese

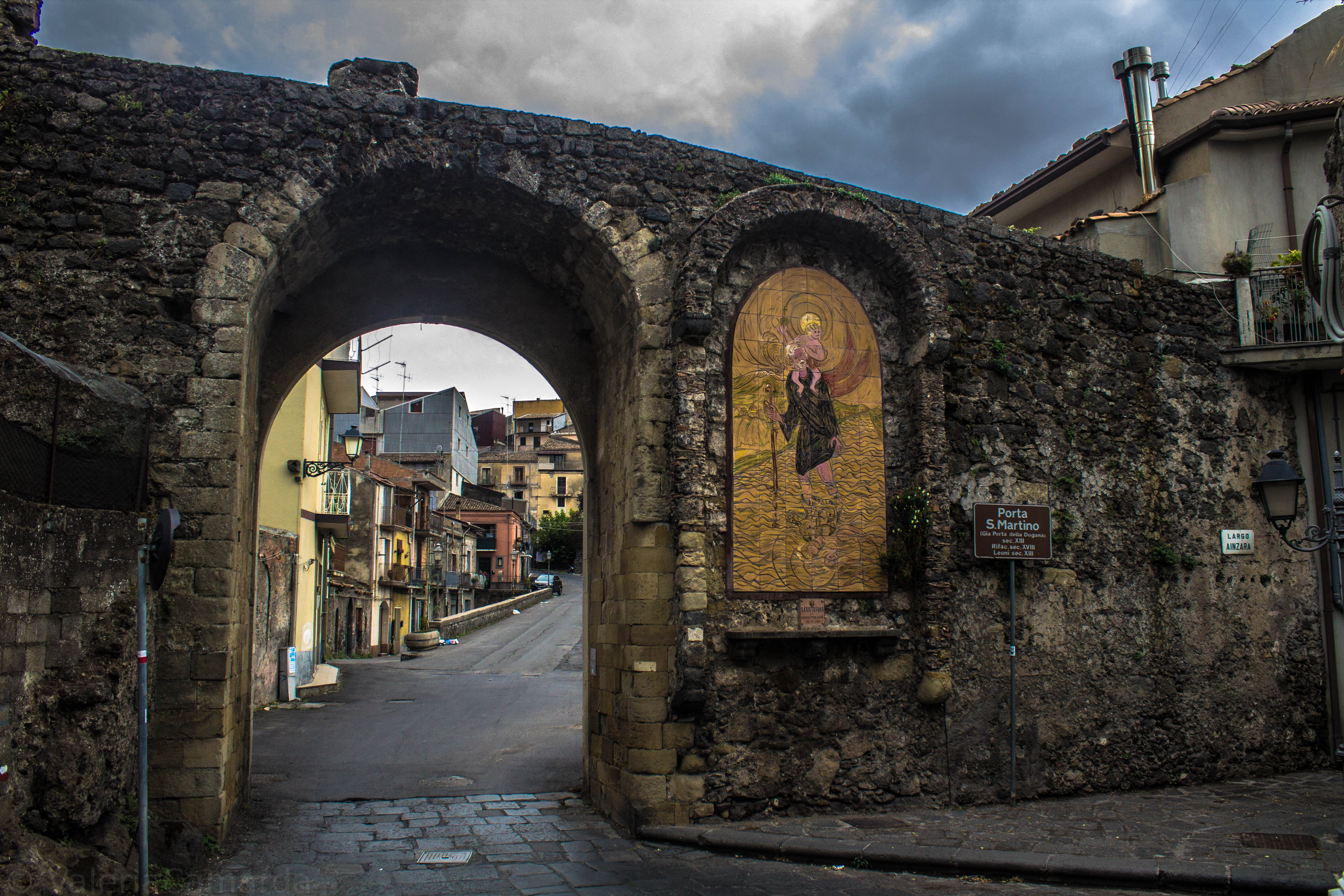
Porta San Martino

Einst war Randazzo von einer etwa drei Meilen langen Befestigungsmauer aus der Zeit der Staufferherrschaft umgeben, zu der acht befestigte Türme gehörten und durch die insgesamt zwölf Stadttore führten. Die antike Mauer ist heute nur noch an vereinzelten Stellen erkennbar und es sind nur noch ein Turm (das Kastell) und vier Tore erhalten geblieben:
- Das Aragonesische Tor (Porta Aragonese) gehört zum längsten noch erhaltenen Teil der Mauer und verdankt seinen Namen König Peter III. von Aragon, der auf Sizilien bis 1285 herrschte und das Tor restaurieren und mit einem Konterfei seiner Ehefrau Konstanze schmücken ließ
- Das Tor des Hl. Martin (Porta di San Martino) wird auch Tor von Palermo oder Tor des Hl. Christophorus genannt, weil das Bild des Heiligen das Tor zierte, bevor es spurlos verschwand, dann aber 1983 durch eine Keramikarbeit von Nunzio Trazzera ersetzt wurde.
- Das Tor des Hl. Joseph (Porta di S. Giuseppe) führt auf eine kleine Treppe und trägt den Namen der Kirche, die einst in der Nähe stand.
- In der Via Santa Margherita befindet sich außerdem das Apulische Tor (Porta Pugliese).

Außerdem besitzt Randazzo folgende Sehenswürdigkeiten:
- Archäologisches Museum Vagliasindi, mit Fundstücken aus der Umgebung
- Städtische Naturwissenschaftliche Museum, eröffnet 1983
- Sammlung sizilianischer Marionetten
- Die Kirche der Hl. Maria (Chiesa S. Maria), erbaut im 13. Jahrhundert. Seitdem wurde sie mehrmals umgebaut; so wurde zuletzt 1863 der Glockenturm erneuert.
- Die Kirche des Hl. Nikolas (Chiesa S. Nicola, örtl.: Chiesa S. Nicolò) aus dem 14. Jahrhundert ist die größte Kirche von Randazzo. An ihr wurden im Lauf der Jahrhunderte viele Veränderungen vorgenommen, so stammt bspw. die Kuppel aus der Mitte des 20. Jahrhunderts.
- Die Kirche des Hl. Martin (Chiesa S. Martino) stammt ursprünglich aus dem 13. und 14. Jahrhundert, die Kirche wurde aber mehrmals umgebaut, so stammt die Fassade aus dem 17. Jahrhundert. Bemerkenswert ist der Glockenturm aus dem 12. Jahrhundert.
- Die Herrenhäuser Palazzo Lanza (ein patrizisches Bauwerk aus dem 13. Jh.), Palazzo Scala und Palazzo Finocchiaro

Kathedrale und Kirche di Santa Maria
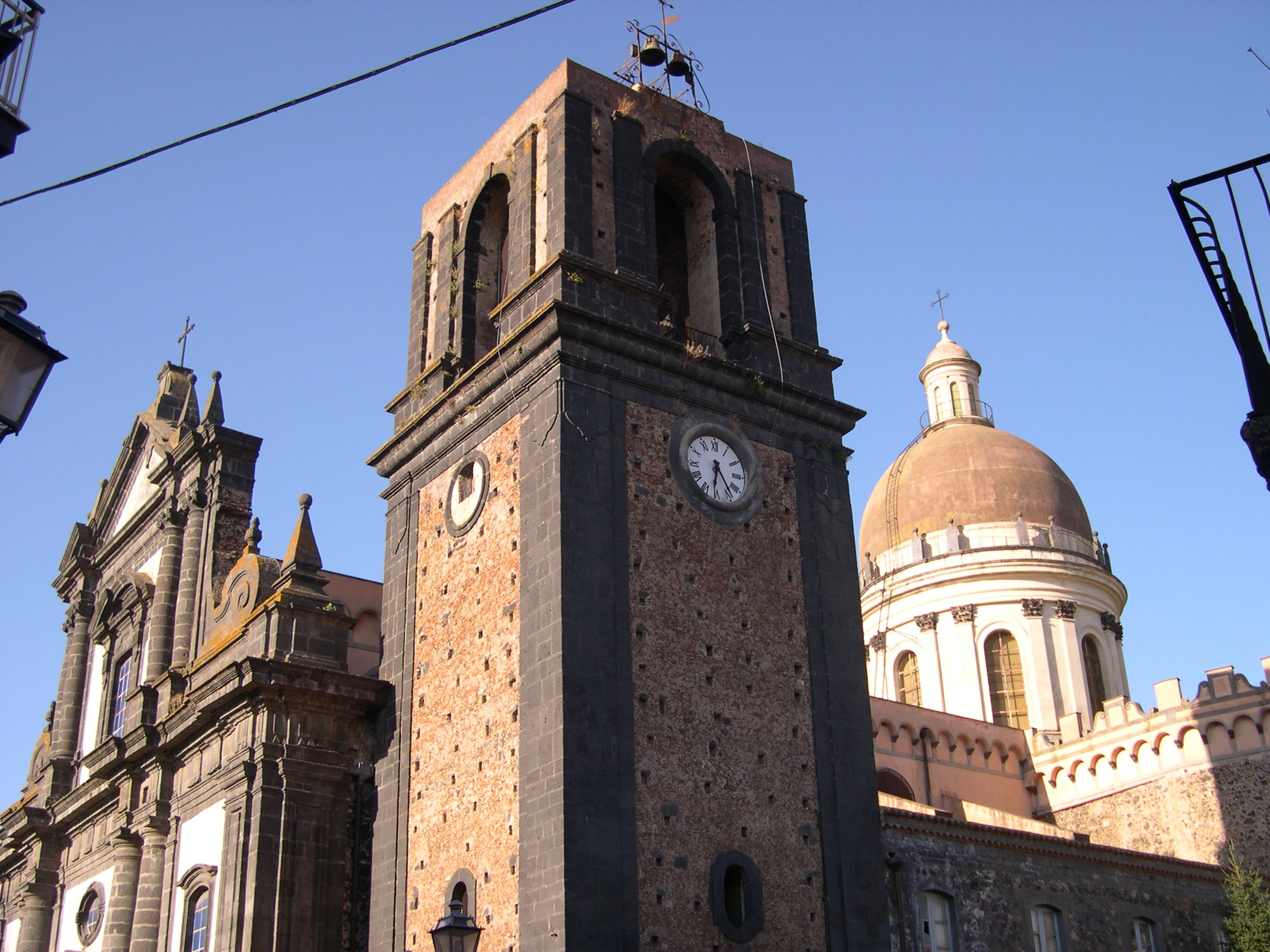
Kirche San Nicola
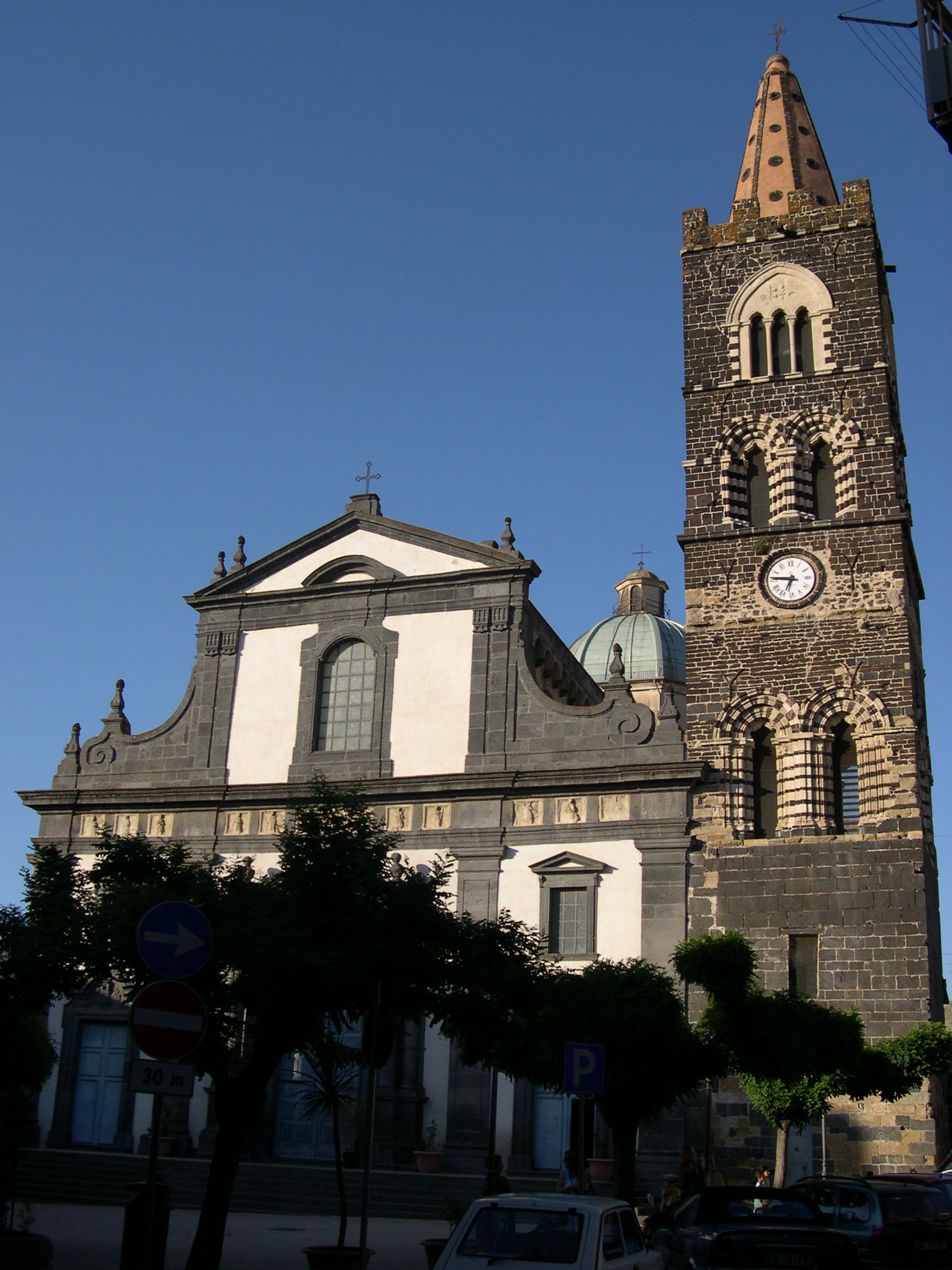
Kirche San Martino

## Verkehr

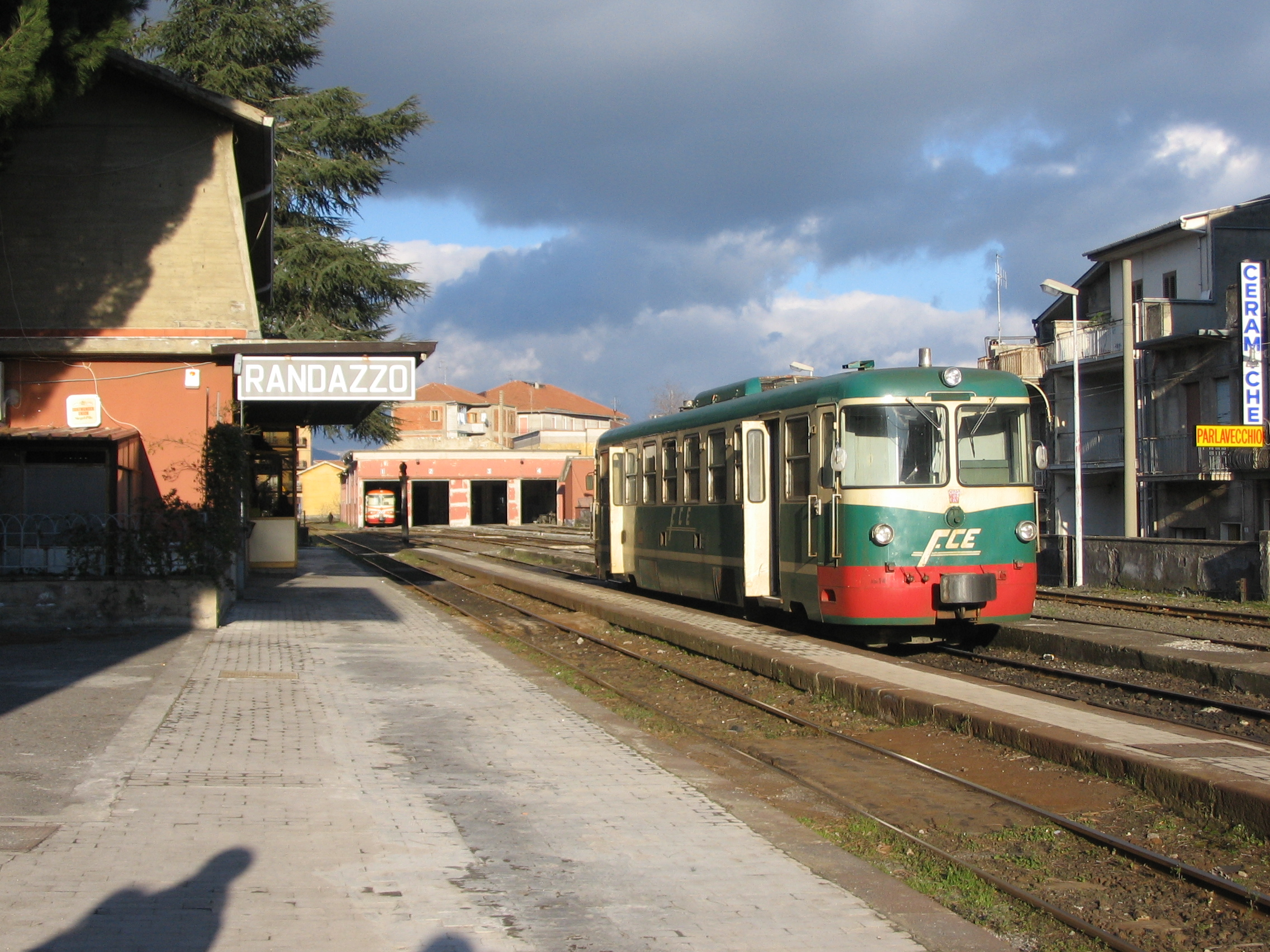
Bahnhof

Die Stadt liegt an der Eisenbahnstrecke der Ferrovia Circumetnea und war Endpunkt der Bahnstrecke Alcantara–Randazzo.

## Gemeindepartnerschaft
Seit dem Jahr 2018 hat Randazzo eine Partnerschaft mit der Stadt Zchinwali in der von Georgien abtrünnigen Republik Südossetien.

## Söhne der Stadt
- Dominicus von Spadafora (1450–1521), Dominikaner
- Erasmus Marotta (1578–1641), Jesuit und Komponist
- Gino Corallo (1910–2003), Salesianer Don Boscos, Theologe und Pädagoge
- Andrea Mitolo (1914–1991), Politiker